# أبو إسحاق إبراهيم (الغزنوي)
أبو إسحاق إبراهيم  هو ابن ألب تكين الذي تولى الحكم بعد وفاة والده مباشرة، وقد عمل على استعادة غزنة بعد أن خرجت من سيطرتهم وسيطر عليها الليفيين، وقد وجد أبو إسحاق نفسه مجبرا على طلب المساعدة من السامانيين، وقد كان السامانيين يرونه كعدو، إلا أنهم أجابوا طلبه، وقاموا بالاتفاق معا وحاروبوا الليفيين وطردوهم من غزنة وأعادوا غزنة مرة أخرى إلى حكم أبو إسحاق. وعلى الرغم من أن الغزنويين لم يستطيعوا المبادرة إلى تحرير مدينتهم غزنه إلا بعد مساعدة السامانيين إلا أنه لم يُر أي ارتباط بين الدولتين بعد تحريرها. وقد توفي في 966 وجاء بيلجا تكين خلفا له.